# Drosomètre
Le drosomètre (du grec classique δρόσος , drosos , rosée + μέτρον , métron , mesure) est un appareil pour mesurer la quantité de rosée formée par unité de temps et par unité de surface. Il consiste en un collecteur et un appareil pour mesurer la différence de masse entre le collecteur sec et mouillé.

## Description
Le dosomètre le plus commun utilise une surface collectrice comme une plaque métallique horizontale, une feuille suspendue naturellement, un peu de laine ou de coton représentant une grande surface de fibres fines. L'unité de temps est généralement une heure et la mesure est effectuée tôt le matin, avant que le soleil levant n'évapore la rosée. La surface sur laquelle se dépose la rosée pend à une extrémité d'un fin ressort métallique en spirale et son enfoncement progressif déplace un index sur une feuille mobile de papier. La surface peut aussi reposer sur une balance très précise et l'on note la différence entre la plaque à sec et celle mouillée.
Un bulbe hémisphérique en verre exposée à l'atmosphère peut aussi servir de drosomètre. La rosée qui se forme sur la surface du verre s'accumule automatiquement au fond et est pesée à la fin de la période d'exposition. Une autre forme de drosomètre, la jauge de rosée Duvdevani qui consiste en un bloc de bois dont la surface est traitée de telle sorte que la rosée se forme selon des motifs caractéristiques. Des photographies sont fournies avec chaque instrument pour permettre à l'observateur de faire correspondre la formation de rosée avec un ensemble d'étalons correspondant à une accumulation de rosée de 0,01 à 0,45 mm.

## Défauts
Bien que de nombreuses formes aient été suggérées, aucune n'a été considérée comme donnant des résultats comparables les uns aux autres d'un jour à l'autre, en raison principalement du fait que le moindre changement dans la surface qui reçoit l'humidité modifie la quantité de rosée capturée. Par exemple, le même morceau de laine, utilisé jour après jour, change de nature avec le temps et l'humidité de l'air. Si une surface métallique est utilisée, son comportement doit être comparé fréquemment avec une norme, en partie parce que différents métaux ont des propriétés différentes, mais principalement parce que la même surface, lorsqu'elle devient grasse, sale ou rayée, a des propriétés différentes.
De plus, il est fortement sujet au vent qui évapore la rosée sur la feuille.